# Football Club de Grenoble rugby (féminines)
Pour la section masculine, voir Football Club de Grenoble rugby. Pour le club omnisports, voir Football Club de Grenoble (omnisports).
Pour les articles homonymes, voir Football Club de Grenoble et FCG.
Maillots
Actualités
Le Football Club de Grenoble rugby, également surnommé FC Grenoble Amazones, est un club féminin français de rugby à XV basé à Sassenage. Il est issu de la fusion du Rugby Sassenage Isère avec le Football Club de Grenoble rugby en 2015.
Le FCG évolue en Élite 1.

## Histoire
Le Rugby Sassenage Isère est fondé en 1986. Il a fêté ses vingt ans le 17 juin 2006.
Lors de la saison 2007-2008, le club termine dans les trois premières places de la division 1B et est finaliste du Challenge Armelle Auclair, affrontant en finale les filles du Rugby féminin Dijon Bourgogne (13-13), s'inclinant au nombre d'essais (1 essai à 2). C'est l'accession au plus haut niveau, la division 1A.
En 2015, le Rugby Sassenage Isère se rapproche du Football Club de Grenoble rugby pour profiter de ses installations et de sa renommée et devient alors le FC Grenoble Amazones.

### Champion de France Élite 2 (2018)
En 2018, elles sont championnes de France d'Élite 2 Armelle-Auclair et sont ainsi promues en Élite 1.
Depuis mars 2024, l'entraineur principal Léo Brissaud, est également entraineur des trois-quarts de l'équipe de France -20.
En juin 2025, Laurent Pélissier devient le nouveau président.

## Palmarès
- Champion de France Élite 2 Armelle-Auclair en 2018
- Champion de France à 7 (équipe réserve) en 2017
- Champion de Fédérale 2 (équipe réserve) en 2019

## Personnalités du club

### Joueuses internationales
- Alexandra Chambon
- Manae Feleu
- Maëlle Filopon
- Émeline Gros
- Ambre Mwayembe
- Léa Champon

### Liste des entraîneurs
| Saison    | Directeur sportif | Entraineur        | Adjoints                  |
| --------- | ----------------- | ----------------- | ------------------------- |
| 2016-2017 |                   | Emmanuel Pellorce | n.c.                      |
| 2017-2020 | Cristian Spachuk  | Emmanuel Pellorce |                           |
| 2020-2021 | James Lakepa      | Emmanuel Pellorce |                           |
| 2021-2023 | Emmanuel Pellorce | Léo Brissaud      | Nicolas Carella           |
| 2023-     | Emmanuel Pellorce | Léo Brissaud      | Jean-Noël Perrin (avants) |